# Curt Riess

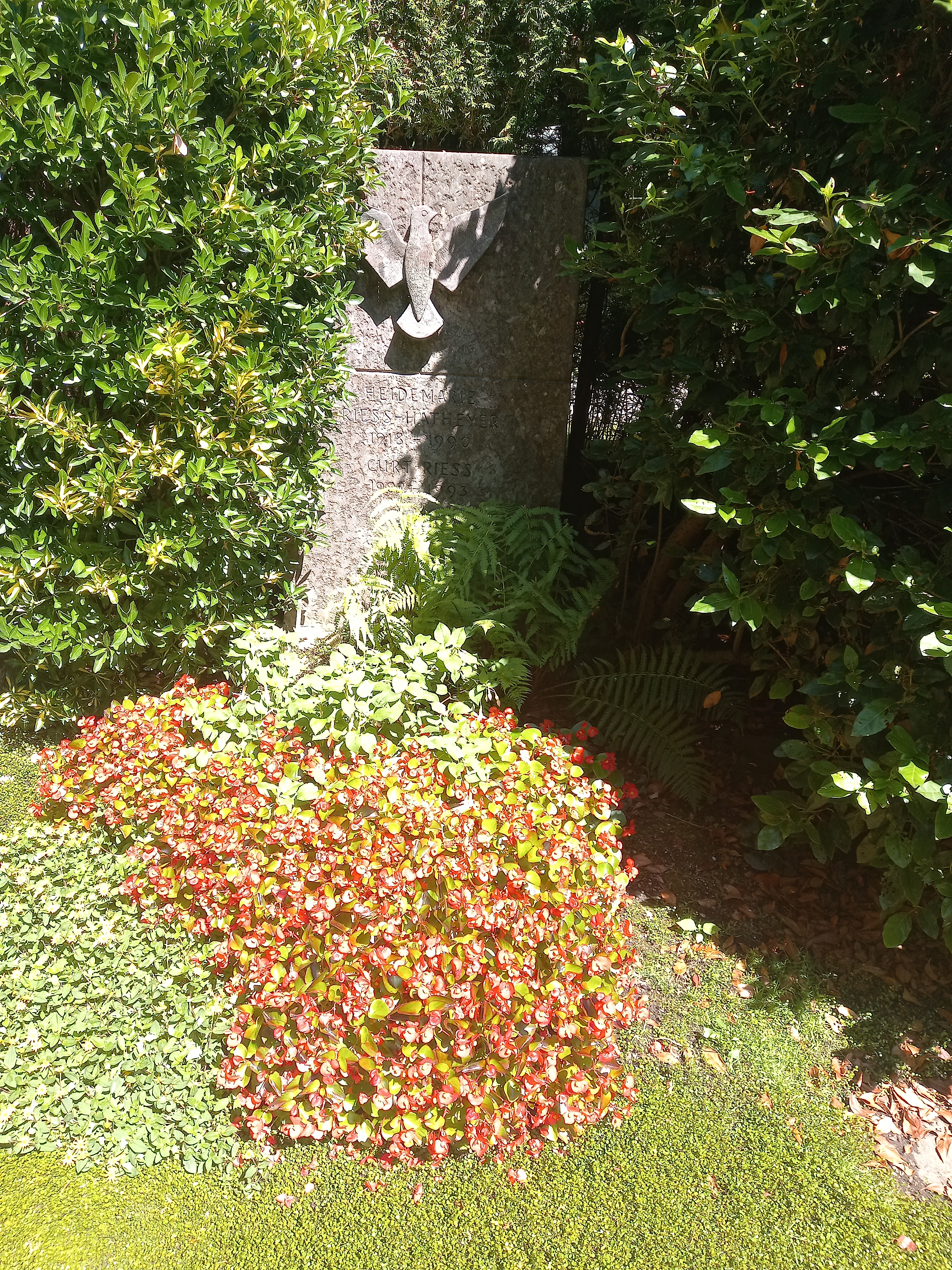
Das Grab von Curt Riess und seiner Ehefrau Heidemarie Hatheyer auf dem Friedhof Enzenbühl in Zürich

Curt Riess, auch Riess-Steinam, ursprünglich Curt Martin Steinam, alias Peter Brandes, C. R. Martin und Martin Amstein (* 21. Juni 1902 in Würzburg; † 13. Mai 1993 in Scheuren, Ortsteil von Maur, Kanton Zürich) war ein jüdisch-deutscher Schriftsteller. Riess musste 1933 ins Exil gehen und engagierte sich in seinen Veröffentlichungen gegen den Nationalsozialismus.

## Leben
Curt Martin Steinam war Sohn von Jenny, geb. Strauss, und Bernhard Stainam. Nach dem Tod des Vaters adoptierte der Stiefvater Carl Riess den jungen Curt im Jahre 1912. Riess studierte in München, Paris und Heidelberg. Dort war er auch Schüler des Literaturhistorikers Friedrich Gundolf.
Während einer Reise in die USA entdeckte Riess sein Faible für den Journalismus. Er wurde zunächst Sport-Journalist und dann Redakteur im Feuilleton des linksliberalen 12 Uhr Blatts in Berlin. Riess berichtete in den 1920er Jahren von Reisen durch ganz Europa sowie als Theater- und Filmkritiker. 1933 emigrierte er nach Paris, wurde 1934 US-Korrespondent für Paris-Soir und reiste zwischen Paris, London, New York und Hollywood. Seine Berichte kauften 25 europäische Zeitungen und einige US-Blätter.
1941 ließ er sich in Manhattan nieder. Er schrieb für The Saturday Evening Post und Artikel für Henry L. Menckens American Mercury sowie Collier's Weekly, bei der seine damalige Frau Redakteurin war. Riess war mit Raoul de Roussy de Sales, Thomas Mann und Dorothy Thompson befreundet. In dieser Zeit beschäftigte er sich intensiv mit NS-Deutschland und schrieb eine Anzahl Bücher, mit denen er den Nationalsozialismus bekämpfen wollte. Mit Eintritt der Vereinigten Staaten in den Zweiten Weltkrieg wurde Riess Deutschland-Spezialist bei der United States Navy, bald darauf Kriegsberichterstatter der US-Armee. Zu Kriegsende befand er sich in Berchtesgaden.
Nach einem Zwischenspiel als Korrespondent für US-amerikanische Zeitungen bei den Nürnberger Prozessen ging Riess Ende 1945 nach Berlin und arbeitete als Journalist und freier Schriftsteller. Dort begann er auch mit den Arbeiten an seiner Goebbels-Biografie, die 1948 in New York veröffentlicht wurde. Ende 1946 ging Riess wieder nach New York. Anfang 1948 ging er als Korrespondent des France Soir wieder nach Berlin und berichtete als erstes über die gerade errichtete Blockade Berlins. 1952 ließ er sich in der Schweiz nieder und heiratete dort am 20. Oktober 1952 die österreichische Schauspielerin Heidemarie Hatheyer, die zuvor mit dem Regisseur, Redakteur und Autor Wilfried Feldhütter (1904–2000) verheiratet gewesen war.
Riess porträtierte in Nachkriegsbüchern und Artikeln bedeutende Zeitgenossen und verfasste unter anderem Biografien von Rolf Liebermann, Wilhelm Furtwängler, Gustaf Gründgens, Charles Chaplin und Romy Schneider. Einige Veröffentlichungen schrieb er unter Pseudonym. Für den Stern verfasste Riess eine Artikelserie über die Geschichte der UFA Das gab’s nur einmal, die auch als Buch erschien.
Im Katalog der Deutschen Nationalbibliothek sind – mit übersetzten Ausgaben – 106 Buchtitel von ihm verzeichnet. Für den 1954 veröffentlichten Film Roman eines Frauenarztes lieferte er die literarische Vorlage, im Jahr 1955 kam die Verfilmung Zwischenlandung in Paris in die Kinos. Bei Hanussen (1955) und Der Czardas-König (1958) war Riess an der Storyentwicklung beteiligt.
Riess ruht mit seiner Frau auf dem Friedhof Enzenbühl (FG 81093) in Zürich. Er war der Großvater des Physik-Nobelpreis-Trägers Adam Riess.

## Werke (Auswahl)

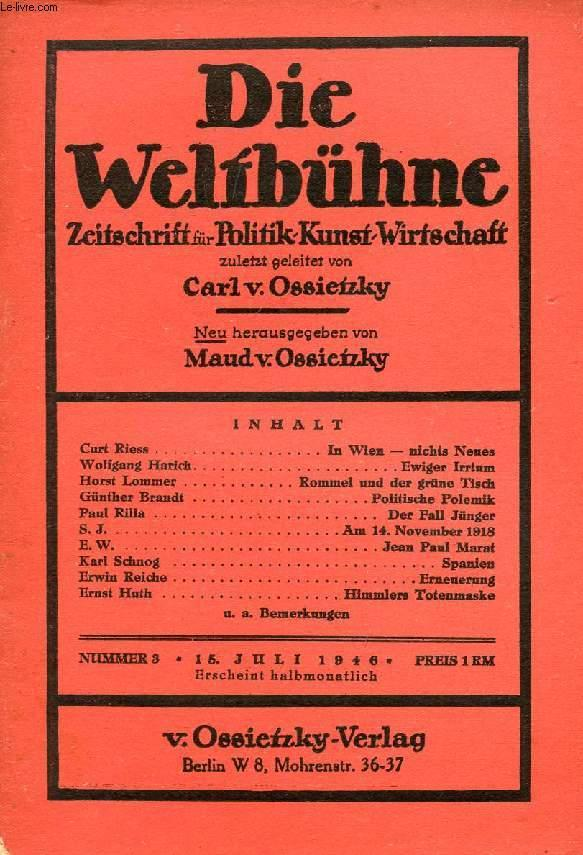
Curt Riess in der Weltbühne (1946)

- Gottfried Leske: I Was a Nazi Flier. Edited by Curt Riess. The Dial Press, New York 1941.[3]
- Total espionage. Putnam, New York 1941; Fonthill, Stroud, Gloucestershire 2016, ISBN 978-1-78155-451-7.
- The Self-Betrayed, Glory and Doom of the German Generals. G. P. Putnam’s Sons, New York 1942.
- Underground Europe. The Dial Press, New York u. a. 1942.
- The Luftwaffe, its rise and fall. By Hauptmann Hermann, with an introd. by Curt Riess. Putnam, New York 1943.
- The invasion of Germany. Putnam, New York 1943.
- The Nazis go underground. Doubleday, Doran, Garden City N.Y. 1944.
- They Were There. The Story of World War II and How it Came About. By America’s foremost correspondents. Ed. by Curt Riess. Putnam, New York 1944.
- The fighting Jew. By Ralph Nunberg, with an introd. by Curt Riess. Putnam, New York 1945.
- Joseph Goebbels. A biography. Ballantine Books, New York 1948.
- Stalin starb um vier Uhr morgens. Uta Verlag, Uelzen 1950.
- The Berlin Story. Dial Press, New York 1952.
- Berlin Berlin 1945–1953. Non-stop Bücherei, Berlin 1953. Neuaufl. Bostelmann & Siebenhaar, Berlin 2002, ISBN 3-934189-81-4.
- Der 17. Juni. Ullstein, Berlin 1954.
- Das gab's nur einmal. Das Buch der schönsten Filme unseres Lebens. Sternbücher, Hamburg 1956.
- Üb immer Treu und Redlichkeit: Ein deutsches Schicksal zwischen Schwarz und Weiss. Roman. Verlag der Sternbücher, Hamburg 1957.
- Bestseller – Bücher, die Millionen lesen. Christian Wegner, Hamburg 1960.
- Sein oder Nichtsein. Roman eines Theaters. (Über das Schauspielhaus Zürich). Fachschriften, Zürich 1963.
- Gottlieb Duttweiler – Eine Biographie. Wegner, Hamburg / Die Arche, Zürich 1959. Neuauflage Europa Verlag, Zürich 2011, ISBN 978-3-905811-32-2.
- Ascona – Geschichte des seltsamsten Dorfes der Welt. Europa, Zürich 1964. Viele weitere Auflagen; Neuauflage mit Beiträgen von Esther Scheidegger. Europa, Zürich 2012, ISBN 978-3-905811-34-6.
- Gustaf Gründgens – Eine Biographie. Unter Verwendung bisher unveröffentl. Dokumente aus dem Nachlass. Hoffmann & Campe, Hamburg 1965.
- Der Mann in der schwarzen Robe: Das Leben des Strafverteidigers Max Alsberg. Wegner, Hamburg 1965
- Knaurs Weltgeschichte der Schallplatte. Droemersche Verlagsanstalt, Zürich/München 1966.
- Erotica! Erotica! Das Buch der verbotenen Bücher. Hoffmann und Campe, Hamburg 1967.
- Erotisches Lesebuch – Geschichten, die trotzdem nicht verboten wurden. Hoffmann und Campe, Hamburg 1969.
- Einsam vor Millionen Augen – Große Sportler und ihre Schicksale. Bertelsmann, Gütersloh 1970.
- Theaterdämmerung oder das Klo auf der Bühne. Hoffmann und Campe, Hamburg, Gütersloh 1970.
- Café Odeon: Unsere Zeit, ihre Hauptakteure und Betrachter. Europa, Zürich 1973, ISBN 3-85665-501-8; Neuauflage: mit einem Text von Esther Scheidegger. Europa, Zürich 2011, ISBN 978-3-905811-24-7.
- Meine berühmten Freunde – Erinnerungen. Herder, Freiburg im Breisgau 1987.
- Das waren Zeiten – eine nostalgische Autobiografie mit vielen Mitwirkenden. Molden, Wien u. a. 1977, ISBN 3-217-00845-6; erweiterte Neuausgabe unter dem Titel: Das war ein Leben! Erinnerungen. Langen-Müller, München 1986, ISBN 3-7844-2117-2.
- Die Frau mit den hundert Gesichtern – Requiem für Heidemarie Hatheyer. Droste, Düsseldorf 1991, ISBN 3-7700-0955-X. (Biographie)
- Prozesse, die unsere Welt bewegten. Droste, Düsseldorf 1992, ISBN 3-7700-0964-9; Neuauflage: Area, Erftstadt 2004, ISBN 3-89996-185-4.